# Családi Kör
Családi Kör je tjednik na mađarskom jeziku iz autonomne pokrajine Vojvodine u Republici Srbiji.
Izlazi u Novom Sadu.

## Vanjske poveznice
- (mađ.) Családi Kör  Arhivirana inačica izvorne stranice od 29. srpnja 2009. (Wayback Machine)